# Cañada Real Galiana

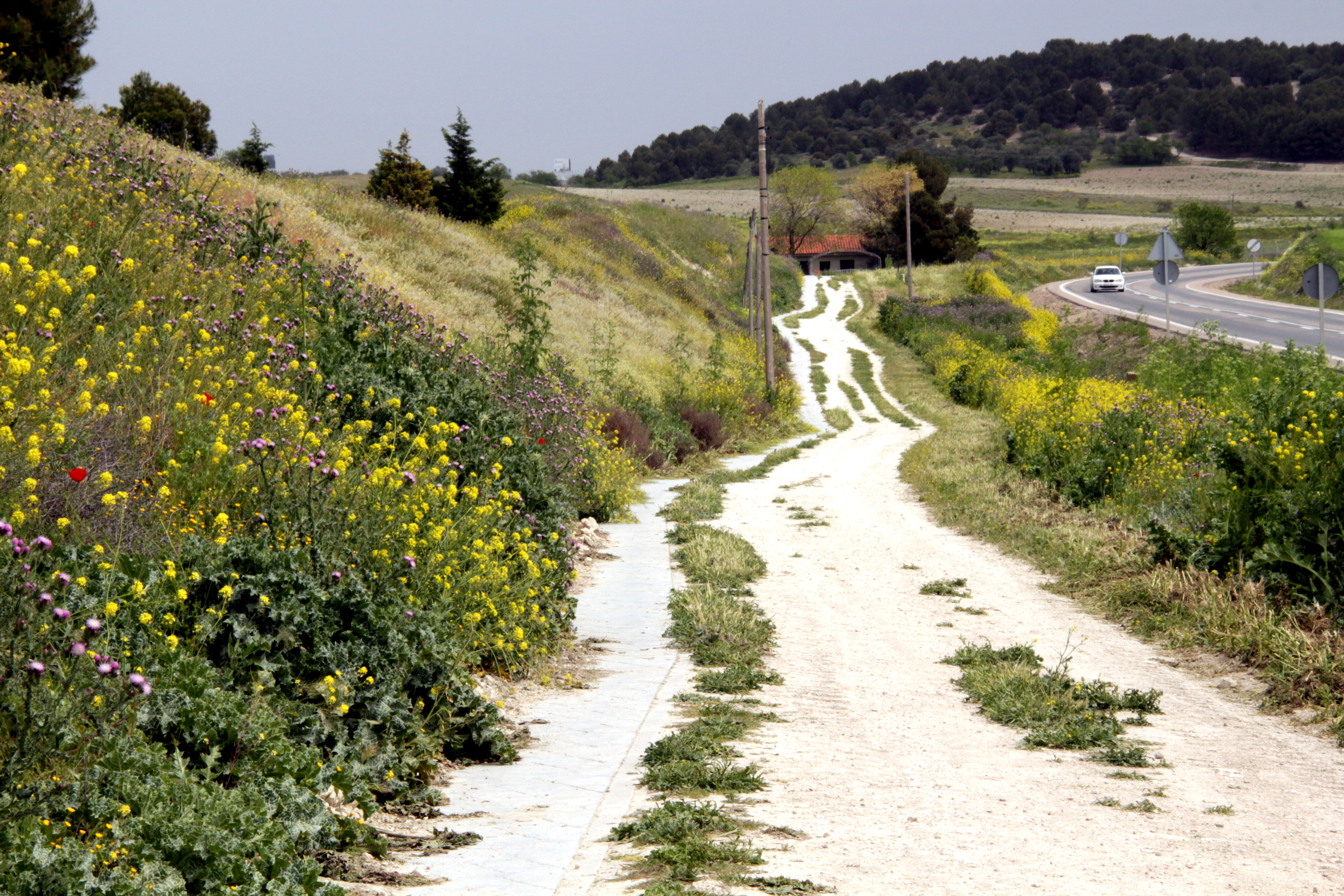
Flora en la Cañada Real Galiana cerca de Valdemoro

La Cañada Real Galiana es una vía pecuaria que discurre entre La Rioja y Ciudad Real (también es conocida como Cañada Real Riojana).  Nace al sur de La Rioja y recorre las provincias de Soria, Guadalajara, Madrid, Toledo y Ciudad Real. La pérdida de los privilegios de la Mesta desde el final del Antiguo Régimen (siglos XVIII y XIX) no supuso el final de su consideración jurídica, y hoy en día aún se mantiene en el dominio público sujeta a una amplísima protección que impide cualquier otro uso, especialmente el urbanístico, que es con el que compite en la actualidad (anteriormente lo hacía con el uso agrícola, en el secular enfrentamiento entre agricultores y ganaderos).

## Asentamiento informal

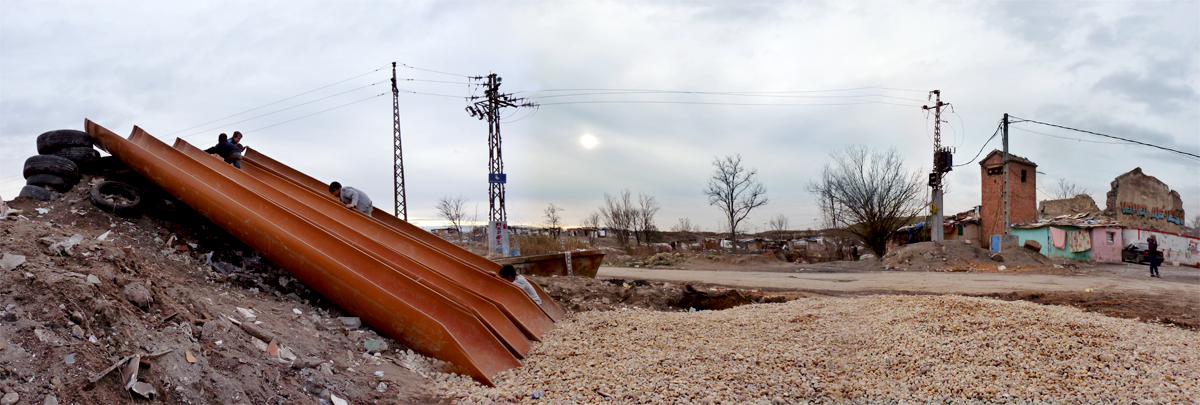
Toboganes en la Cañada Real Galiana

Particularmente, el tramo que transcurre al este de la ciudad de Madrid ha sido objeto de ocupación para la construcción de edificaciones irregulares (desde chabolas hasta bloques de pisos o incluso chalets) a partir de los años 1960 en torno a un modelo no planificado de ciudad lineal, que se han ido haciendo cada vez más estables hasta llegar a un número de más 2.000 que alojan a unos 8.700 habitantes en torno a 15 kilómetros de cañada. 
La situación sociocultural en la actualidad es multipolar, aunque existen episodios asociados al fenómeno de la marginación social, especialmente tráfico de drogas, insalubridad, carencia o precariedad de servicios y suministros (agua, electricidad, alcantarillado, etc.) y sensible a los efectos perniciosos por los realojamientos forzosos provocado tras la dispersión de otros núcleos chabolistas, focos de conflicto inherentes a la marginalidad y la dejación. 
La situación jurídica de las viviendas es diferente en cada caso, dependiendo de su ubicación concreta, la forma o materiales de su construcción y su antigüedad o situación burocrática (pues algunas incluso pagan el Impuesto sobre Bienes Inmuebles o están registradas en el Catastro); pero en ninguno de ellos es legal[cita requerida] y ni siquiera pueden acogerse a la posibilidad de usucapión (adquisición de la propiedad por ocupación y paso del tiempo), dada la imprescriptible protección jurídica de la cañada.
El derribo de una vivienda por parte del ayuntamiento de Madrid a finales de 2007 provocó un motín popular que tuvo gran repercusión mediática. En los tramos no urbanizados ilegalmente o afectados por otro tipo de alteraciones (circulación masiva de camiones, vertidos ilegales, proximidad de vertederos legales u otras instalaciones contaminantes) se mantiene, en mayor o menor medida, su valor como espacio natural, y se usa como vía para cicloturismo y otras actividades similares. Algunas zonas están integradas en el Parque Regional del Sureste o son adyacentes al mismo.